# سارة كريبس (قابلة)
سارة كريبس (بالإنجليزية: Sarah Ann Cripps)‏ هي قابلة نيوزيلندية، ولدت في 1822 في لندن في المملكة المتحدة، وتوفيت في 8 يونيو 1892 في ويلينغتون في نيوزيلندا.